# 重工記念病院
重工記念病院（じゅうこうきねんびょういん）は、愛知県名古屋市熱田区外土居町にあった病院である。元は三菱名古屋病院という三菱重工業の企業立病院であったが、2018年（平成30年）より医療法人桂名会の一員となり名称を変更し、2024年（令和6年）に大須病院（重工大須病院に改名）に統合され、閉院となった。

## 概要
1960年（昭和35年）3月、三菱重工業により開設された企業立病院で、当初は三菱重工名古屋関連会社の福利厚生施設として開院し、その後周辺地域にも開放された。また、スポーツ障害に多い膝関節や肩関節の手術に強みを持ち、中でも膝関節の手術では愛知県内の最多症例持つ。
2018年（平成30年）8月より療養病床を脳卒中などの疾患を対象とした回復期リハビリテーション病床へ転換。
2024年（令和6年）1月1日付で、同じ医療法人桂名会グループの大須病院（重工大須病院に改名）との事業統合より、当院は閉院となった。。

## 診療科目
- 内科[1]
- 整形外科[1]
- 皮膚科[1]
- 泌尿器科[1]

## 交通アクセス
- JR・名鉄・地下鉄「金山駅」より送迎バスに乗車、又は徒歩で約15分[2]。
- 名古屋市営地下鉄名城線「西高蔵駅」から徒歩で約10分[2]。
- 名古屋市営バス「沢上町」停留所から徒歩で約10分[2]。
- 名古屋市営バス「高蔵」停留所から徒歩で約5分[2]。
- JR東海道本線「熱田駅」から徒歩で約15分[2]。